# 佐々木秀康
佐々木 秀康（ささき ひでやす）は、アメリカ、日本、ヨーロッパの情報科学者、計算機科学者、博士（慶應義塾大学）、米国弁護士（ニューヨーク州）、情報通信研究機構主任研究員、前IEEE CIS ETTC タスクフォース長。

## 人物
情報科学者、計算機科学者。IEEE CIS ETTC バイオインスパイアードコンピューティング部門タスクフォース チェア。キャリア官僚、米国IT企業勤務、国際弁護士を経て、情報科学の博士号（課程）を取得。　International Journal of Organizational and Collective Intelligence (IGI Press) 創刊者・前編集長。International Journal of Swarm Intelligence and Evolutionary Computation (IJSIECA) 副編集長。IARIA フェロー。　欧米の大学、国際学会を中心に研究活動を行っている。　慶應義塾大学専任講師、香港中文大学コンピュータ理学部名誉研究員、チェコ共和国オストラヴァ工科大学[:en]電気工学計算機科学学部客員教授、英国ブルネル大学客員教授、オクスフォード大学計算機学部訪問研究員、慶應義塾大学ＳＦＣ研究所上席所員を経て、総務省所管国立研究開発法人情報通信研究機構主任研究員。専攻は、バイオインスパイアードコンピューティング、人工知能。専門分野は、数理情報科学。 弁護士としての専門は、ライセンス交渉、民事訴訟、企業法務、労働訴訟。

## 略歴
- 1994年
  - 東京大学法学部卒業（樋口陽一ゼミ出身）
  - 通商産業省入省（1995年退官）
- 1999年
  - シカゴ大学ロースクール修了LL.M.（ロータリー財団奨学生）
  - 米国弁護士登録（ニューヨーク州）
- 2003年 慶應義塾大学大学院政策・メディア研究科サイバー･インフォマティクス・プログラム博士課程修了（慶應義塾工学会特別研究院生）。博士（政策・メディア）
- 2003年 慶應義塾大学専任講師
- 2005年 慶應義塾大学SFC研究所訪問上席所員
- 2011年 香港中文大学コンピュータ理学部名誉研究員
- 2012年
  - オストラヴァ工科大学[:en]電気工学計算機科学学部客員教授
  - IEEE CIS ETTC Task Force Chair
  - ブルネル大学客員教授
  - オクスフォード大学計算機学部訪問研究員
- 2015年 慶應義塾大学SFC研究所上席所員
- 2016年 情報通信研究機構主任研究員

## 学会役職
- IEEE Symposium Series on Computational Intelligence (SSCI) プログラム委員 2018年-
- IEEE コンピュテーション・インテリジェンス国際学会 Bio-Inspired Self-Organizing Collective Systems タスクフォース長 2012年-2015年
- IEEE コンピュテーション・インテリジェンス国際学会 Emergent Technologies Technical Committee 委員 2013年-2015年
- International Journal of Swarm Intelligence and Evolutionary Computation (IJSIECA) 副編集長 2010年-
- International Conference on Soft Computing and Pattern Recognition(SoCPaR)- ソフトコンピューティング・パタンリコグニション国際学会プログラム委員 2009年-

## 過去の学会役職
- International Journal of Organizational and Collective Intelligence (IGI Press) 編集長 2008年-2013年
- International Journal of Systems and Service-Oriented Engineering (IJSSOE)　副編集長 2009年-2013年
- (IEEE SCC 2012) The ninth IEEE International Conference on Services Computing IEEEサービス・コンピューティング国際会議プログラム委員 2012年-
- The 2011 IEEE International Conference on Systems, Man, and Cybernetics (IEEE SMC 2011) IEEEシステム・マン・サイバネティクス国際会議プログラム委員 2011年-
- ACM International Conference on Management of Emergent Digital EcoSystems (MEDES) ACMデジタル経済システムコンピューティング国際会議プログラム委員 2009年-2011年

## 受賞歴
- 2010年 IARIA Fellow 受賞
- 2009年 The 5th International Conference on Internet and Web Applications and Services (ICIW) 第5回インターネット・ウェブアプリケーション・サービス国際学会 Best Paper Award　受賞（IARIAより）
- 2008年 The 4th International Conference on Internet and Web Applications and Services (ICIW) 第4回インターネット・ウェブアプリケーション・サービス国際学会 SLAECE Workshop Best Paper Award　受賞（IARIAより）
- 2005年 第2回マイクロソフト知的財産研究助成基金助成
- 1999年 警察大学校警察政策・研究センター最優秀論文賞・讀賣新聞社賞

## 主な著作
- Hideyasu Sasaki & Ho-fung Leung: Trail traffic flow prediction by contact frequency among individual ants, Swarm Intelligence Springer. (2013)
- Hideyasu Sasaki: A Computing Theory for Collaborative and Transparent Decision Making under Time Constraint, Information Systems Frontiers Springer. (2011)
- Hideyasu Sasaki: Strategic Decision Making on Group Collaboration under Temporary Constraints. In: Proceedings of IEEE/ACM Int'l Conf. on Soft Computing as Transdisciplinary Science and Technology. ACM Press. (2008)